# 格奧爾蓋尼
格奧爾蓋尼（羅馬尼亞語：Gheorgheni）是羅馬尼亞的城市，位於該國北部，距離首府米耶爾庫雷亞丘克42公里，由哈爾吉塔縣負責管轄，面積90.17平方公里，海拔高度800米，2009年人口19,721，大多數居民是匈牙利人。